# El jilguero (cuadro)
El jilguero  (en neerlandés:Het puttertje) es un óleo sobre lienzo del pintor holandés Carel Fabritius presentado poco antes de la explosión del polvorín de Delft en 1654.
En él aparece un jilguero a tamaño real con una pata atada por un cordel. Fabirtius usa la técnica del trampantojo espesando la pintura en el pájaro. En la época, solían capturar esta ave para tenerla como mascota.
Se cree destinado para una familia hayense apellidada "De Putter", jilguero. La pintura perteneció al Caballero Joseph-Guillaume-Jean Camberlyn, y a sus herederos en Bruselas. En 1865, acabó en París en manos de Étienne-Joseph-Théophile Thoré, quien la vendió al Hôtel Drouot en 1892.  El 27 de febrero de 1897, Abraham Bredius la compró para la Mauritshuis. En el año 2000, la restauró Jørgen Wadum.
Esta pintura tiene un papel principal en la novela de Donna Tartt de 2013, ganadora del Pulitzer en 2014 y adaptada al cine en 2019 por John Crowley, “El jilguero”